# Lamia Chemlal
Lamia Chemlal (ur. 6 lipca 1999) – algierska zapaśniczka walcząca w stylu wolnym. Zajęła szóste miejsce na igrzyskach afrykańskich w 2019. Srebrna medalistka mistrzostw Afryki w 2019. Siódma na igrzyskach śródziemnomorskich w 2022. Wicemistrzyni Afryki juniorów w 2019 i kadetów w 2016 roku.